# Liga Campionilor EHF Masculin 2019-2020 - fazele eliminatorii
Fazele eliminatorii ale Ligii Campionilor EHF Masculin 2019-2020 vor începe pe 18 martie cu optimile de finală și se vor încheia cu finala, desfășurată pe 31 mai 2020, la Lanxess Arena din Köln, Germania, care va decide echipa câștigătoare a Ligii Campionilor EHF 2019-2020. În total, 14 echipe vor participa în această fază a competiției: echipele clasate pe primele 6 locuri în grupele A și B, precum și cele două câștigătoare ale turneului playoff dintre primele două echipe din grupele C și D.

## Format
În optimile de finală, cele 10 echipe clasate pe locurile 2–6 în grupele A și B, plus cele două câștigătoare ale turneului playoff, vor fi împărțite în perechi și vor juca una împotriva celeilalte în câte două partide fiecare, una pe teren propriu și alta în deplasare. Cele șase echipe câștigătoare ale optimilor vor avansa în sferturile de finală, unde se vor alătura celor două câștigătoare ale grupelor A și B și vor juca un nou set de câte două meciuri, unul pe teren propriu și altul în deplasare. Câștigătoarele sferturilor de finală vor avansa în turneul final four găzduit de Lanxess Arena din Köln, Germania.

## Echipele calificate
Primele șase echipe din grupele A și B, precum și câștigătoarele turneului playoff, s-au calificat în fazele eliminatorii.
| Grupe   | Calificate în sferturi             | Calificate în optimi               | Calificate în optimi               | Calificate în optimi               | Calificate în optimi               | Calificate în optimi               | Calificate în optimi               |
| Grupe   | De pe locul 1                      | De pe locul 2                      | De pe locul 3                      | De pe locul 4                      | De pe locul 5                      | De pe locul 6                      |                                    |
| ------- | ---------------------------------- | ---------------------------------- | ---------------------------------- | ---------------------------------- | ---------------------------------- | ---------------------------------- | ---------------------------------- |
| A       | FC Barcelona                       | PSG Handball                       | MOL-Pick Szeged                    | Aalborg Håndbold                   | SG Flensburg-Handewitt             | Celje Pivovarna Laško              |                                    |
| B       | THW Kiel                           | Telekom Veszprém                   | PGE Vive Kielce                    | Montpellier Handball               | Porto Sofarma                      | RK Vardar                          |                                    |
| Playoff | Orlen Wisła Płock Dinamo București | Orlen Wisła Płock Dinamo București | Orlen Wisła Płock Dinamo București | Orlen Wisła Płock Dinamo București | Orlen Wisła Płock Dinamo București | Orlen Wisła Płock Dinamo București | Orlen Wisła Płock Dinamo București |

## Optimile de finală
| Echipa 1               | Scor gen. | Echipa 2             | Tur    | Retur  |
| ---------------------- | --------- | -------------------- | ------ | ------ |
| Dinamo București       | M1        | PSG Handball         | 22 mar | 28 mar |
| Orlen Wisła Płock      | M2        | Telekom Veszprém     | 22 mar | 28 mar |
| RK Vardar              | M3        | MOL-Pick Szeged      | 22 mar | 29 Mar |
| Celje Pivovarna Laško  | M4        | PGE Vive Kielce      | 21 mar | 28 mar |
| Porto Sofarma          | M5        | Aalborg Håndbold     | 21 mar | 29 mar |
| SG Flensburg-Handewitt | M6        | Montpellier Handball | 18 mar | 29 mar |

### Partide
| 22 martie 2020 17:00 | Dinamo București | v | PSG Handball | Sala Polivalentă „Dinamo”, București |
| 22 martie 2020 17:00 | Raport           |   |              | Sala Polivalentă „Dinamo”, București |
| 22 martie 2020 17:00 |                  |   |              | Sala Polivalentă „Dinamo”, București |

| 28 martie 2020 17:15 | PSG Handball | v | Dinamo București | Stade Pierre de Coubertin, Paris |
| 28 martie 2020 17:15 | Raport       |   |                  | Stade Pierre de Coubertin, Paris |
| 28 martie 2020 17:15 |              |   |                  | Stade Pierre de Coubertin, Paris |

| 22 martie 2020 19:30 | Orlen Wisła Płock | v | Telekom Veszprém | Orlen Arena, Płock |
| 22 martie 2020 19:30 | Raport            |   |                  | Orlen Arena, Płock |
| 22 martie 2020 19:30 |                   |   |                  | Orlen Arena, Płock |

| 28 martie 2020 19:00 | Telekom Veszprém | v | Orlen Wisła Płock | Veszprém Aréna, Veszprém |
| 28 martie 2020 19:00 | Raport           |   |                   | Veszprém Aréna, Veszprém |
| 28 martie 2020 19:00 |                  |   |                   | Veszprém Aréna, Veszprém |

| 22 martie 2020 17:00 | RK Vardar | v | MOL-Pick Szeged | Centrul Sportiv „Jane Sandanski”, Skopje |
| 22 martie 2020 17:00 | Raport    |   |                 | Centrul Sportiv „Jane Sandanski”, Skopje |
| 22 martie 2020 17:00 |           |   |                 | Centrul Sportiv „Jane Sandanski”, Skopje |

| 29 martie 2020 17:00 | MOL-Pick Szeged | v | RK Vardar | Városi Sportcsarnok, Szeged |
| 29 martie 2020 17:00 | Raport          |   |           | Városi Sportcsarnok, Szeged |
| 29 martie 2020 17:00 |                 |   |           | Városi Sportcsarnok, Szeged |

| 21 martie 2020 19:00 | Celje Pivovarna Laško | v | PGE Vive Kielce | Dvorana Zlatorog, Celje |
| 21 martie 2020 19:00 | Raport                |   |                 | Dvorana Zlatorog, Celje |
| 21 martie 2020 19:00 |                       |   |                 | Dvorana Zlatorog, Celje |

| 28 martie 2020 15:00 | PGE Vive Kielce | v | Celje Pivovarna Laško | Hala Legionów, Kielce |
| 28 martie 2020 15:00 | Raport          |   |                       | Hala Legionów, Kielce |
| 28 martie 2020 15:00 |                 |   |                       | Hala Legionów, Kielce |

| 21 martie 2020 16:00 | Porto Sofarma | v | Aalborg Håndbold | Dragão Caixa, Porto |
| 21 martie 2020 16:00 | Raport        |   |                  | Dragão Caixa, Porto |
| 21 martie 2020 16:00 |               |   |                  | Dragão Caixa, Porto |

| 29 martie 2020 16:50 | Aalborg Håndbold | v | Porto Sofarma | Jutlander Bank Arena, Aalborg |
| 29 martie 2020 16:50 | Raport           |   |               | Jutlander Bank Arena, Aalborg |
| 29 martie 2020 16:50 |                  |   |               | Jutlander Bank Arena, Aalborg |

| 18 martie 2020 19:00 | SG Flensburg-Handewitt | v | Montpellier Handball | Flens-Arena, Flensburg |
| 18 martie 2020 19:00 | Raport                 |   |                      | Flens-Arena, Flensburg |
| 18 martie 2020 19:00 |                        |   |                      | Flens-Arena, Flensburg |

| 29 martie 2020 19:00 | Montpellier Handball | v | SG Flensburg-Handewitt | Sud de France Arena, Montpellier |
| 29 martie 2020 19:00 | Raport               |   |                        | Sud de France Arena, Montpellier |
| 29 martie 2020 19:00 |                      |   |                        | Sud de France Arena, Montpellier |

## Sferturile de finală
| Echipa 1 | Scor gen. | Echipa 2     | Tur       | Retur   |
| -------- | --------- | ------------ | --------- | ------- |
| M6       | –         | FC Barcelona | 25–26 apr | 2–3 mai |
| M5       | –         | THW Kiel     | 25–26 apr | 2–3 mai |
| M4       | –         | M1           | 25–26 apr | 2–3 mai |
| M3       | –         | M2           | 25–26 apr | 2–3 mai |

### Partide
| 25–26 aprilie 2020 | M6     | v | FC Barcelona |  |
| 25–26 aprilie 2020 | Raport |   |              |  |
| 25–26 aprilie 2020 |        |   |              |  |

| 2–3 mai 2020 | FC Barcelona | v | M6 | Palau Blaugrana, Barcelona |
| 2–3 mai 2020 | Raport       |   |    | Palau Blaugrana, Barcelona |
| 2–3 mai 2020 |              |   |    | Palau Blaugrana, Barcelona |

| 25–26 aprilie 2020 | M5     | v | THW Kiel |  |
| 25–26 aprilie 2020 | Raport |   |          |  |
| 25–26 aprilie 2020 |        |   |          |  |

| 2–3 mai 2020 | THW Kiel | v | M5 | Sparkassen-Arena, Kiel |
| 2–3 mai 2020 | Raport   |   |    | Sparkassen-Arena, Kiel |
| 2–3 mai 2020 |          |   |    | Sparkassen-Arena, Kiel |

| 25–26 aprilie 2020 | M4     | v | M1 |  |
| 25–26 aprilie 2020 | Raport |   |    |  |
| 25–26 aprilie 2020 |        |   |    |  |

| 2–3 mai 2020 | M1     | v | M4 |  |
| 2–3 mai 2020 | Raport |   |    |  |
| 2–3 mai 2020 |        |   |    |  |

| 25–26 aprilie 2020 | M3     | v | M2 |  |
| 25–26 aprilie 2020 | Raport |   |    |  |
| 25–26 aprilie 2020 |        |   |    |  |

| 2–3 mai 2020 | M2     | v | M3 |  |
| 2–3 mai 2020 | Raport |   |    |  |
| 2–3 mai 2020 |        |   |    |  |

## Final four
Formatul Final four se va desfășura în Lanxess Arena din Köln, Germania, pe 30 și 31 mai 2020. Tragerea la sorți va avea loc pe 5 mai 2020.
|  | Semifinalele        | Semifinalele |             |    | Finala | Finala |
|  |                     |              |             |    |        |        |
|  | 28 decembrie        |              |             |    |        |        |
|  |                     |              |             |    |        |        |
|  | THW Kiel            | 36           |             |    |        |        |
|  | THW Kiel            | 36           | 29 December |    |        |        |
|  | Telekom Veszprém    | 35           |             |    |        |        |
|  | Telekom Veszprém    | 35           | THW Kiel    | 33 |        |        |
|  | 28 decembrie        |              | THW Kiel    | 33 |        |        |
|  |                     | Barça        | 28          |    |        |        |
|  | Barça               | Barça        | 28          | 37 |        |        |
|  | Barça               |              |             | 37 |        |        |
|  | Paris Saint-Germain | 32           |             |    |        |        |
|  | Paris Saint-Germain | 32           | Finala mică |    |        |        |
|  |                     |              |             |    |        |        |
|  | 29 December         |              |             |    |        |        |
|  |                     |              |             |    |        |        |
|  | Telekom Veszprém    | 26           |             |    |        |        |
|  | Telekom Veszprém    | 26           |             |    |        |        |
|  | Paris Saint-Germain | 31           |             |    |        |        |

### Semifinalele
| 28 decembrie 2020 18:00 | Barça      | 37–32   | Paris Saint-Germain | Lanxess Arena, Köln Asistență: 0 Arbitri: Gubica, Milošević |
| 28 decembrie 2020 18:00 | Dika Mem 8 | (18–14) | Dylan Nahi 9        | Lanxess Arena, Köln Asistență: 0 Arbitri: Gubica, Milošević |
| 28 decembrie 2020 18:00 | 3×         | Report  | 2×                  | Lanxess Arena, Köln Asistență: 0 Arbitri: Gubica, Milošević |

| 28 December 2020 20:30 | THW Kiel             | 36–35 (Prel.) | Telekom Veszprém              | Lanxess Arena, Köln Asistență: 0 Arbitri: Marìn, García |
| 28 December 2020 20:30 | Hendrik Pekeler 8    | (18–13)       | Vuko Borozan, Gasper Marguc 7 | Lanxess Arena, Köln Asistență: 0 Arbitri: Marìn, García |
| 28 December 2020 20:30 | 7× 1×                | Report        | 5× 1×                         | Lanxess Arena, Köln Asistență: 0 Arbitri: Marìn, García |
| 28 December 2020 20:30 | FT: 29–29 Prel.: 7–6 |               |                               | Lanxess Arena, Köln Asistență: 0 Arbitri: Marìn, García |

### Finala mică
| 29 December 2020 18:00 | Telekom Veszprém | 26–31   | Paris Saint-Germain           | Lanxess Arena, Köln Asistență: 0 Arbitri: Pavićević, Ražnatović |
| 29 December 2020 18:00 | Máté Lékai 9     | (11–14) | Elohim Prandi, Nedim Remili 6 | Lanxess Arena, Köln Asistență: 0 Arbitri: Pavićević, Ražnatović |
| 29 December 2020 18:00 | 6× 1×            | Report  | 3× 1×                         | Lanxess Arena, Köln Asistență: 0 Arbitri: Pavićević, Ražnatović |

### Finala
| 29 December 2020 20:30 | THW Kiel        | 33–28   | Barça          | Lanxess Arena, Köln Asistență: 0 Arbitri: Gubica, Milošević |
| 29 December 2020 20:30 | Niclas Ekberg 8 | (19–16) | Aleix Gómez 10 | Lanxess Arena, Köln Asistență: 0 Arbitri: Gubica, Milošević |
| 29 December 2020 20:30 | 5× 1×           | Report  | 4×             | Lanxess Arena, Köln Asistență: 0 Arbitri: Gubica, Milošević |